# 赤木名城
赤木名城是奄美群島奄美大島上的一座御城（山城）遺址，位於今日鹿兒島縣奄美市笠利町境內。此城築於12世紀時期，直到17世紀被廢棄。
赤木名城位於奄美大島北部笠利灣赤木名港的深處，建於海拔100公尺的丘陵之上，是一座山城。南北350公尺、東西800公尺，面積總共37000平方公尺，其他奄美群島的城規模都比較小，因此赤木名城可以算是大型的御城。
赤木名城大約建於11世紀後半葉，當時處於日本平安時代。在宋日貿易中，琉球群島進行硫磺貿易、夜光貝貿易而非常發達，城中屬於此時期土坑發掘出龜燒、滑石、石鍋等文物。14世紀至15世紀期間倭寇盛行，因此琉球建造了許多山城來防禦倭寇，赤木名城的山城大約在此時建立，出土有中國的青瓷。15世紀中葉開始，奄美被琉球國統治，背後的大笠利設置有笠利間切的藏元，此城為海上交通重要港口和軍事要塞。
1609年薩摩入侵琉球，薩摩軍隊曾到達笠利灣。戰後，奄美群島被薩摩藩佔據為藏入地，薩摩藩以赤木名城為其在奄美的據點，對其城池進行整備，成為如今的樣子。於此同時，在周邊建立秋葉神社、觀音寺、菅原神社等建築。
2009年2月12日，赤木名城被日本政府認定為國之史跡。